# Deuxième circonscription de Kofele
La deuxième circonscription de Kofele est une des 177 circonscriptions législatives de l'État fédéré Oromia, elle se situe dans la Zone Ouest Arsi. Son représentant actuel est Berhanu Beqele Hunde.